# مجتبی سید جعفر
مجتبی سید جعفر (انگلیسی: Mujtaba Sayed Jaafar؛ زادهٔ ۱۲ اوت ۱۹۸۱) یک بازیکن فوتبال اهل قطر است.

## تیم ملی
وی همچنین در تیم ملی فوتبال قطر بازی کرده است.